# Atomos
Atomos est une revue de petit format publiée dans la collection « Comics Pocket » des éditions Artima de novembre 1968 à février 1977. Elle a duré 37 numéros.
Cette revue a d'abord adapté de façon très fidèle les romans de la série Madame Atomos d’André Caroff avant de continuer avec les autres romans de l'auteur une fois les Madame Atomos épuisés.
En complément, il y avait parfois des histoires courtes issues de comics américains Charlton (Captain Atom, Blue Beetle, Peacemaker), DC (Ghosts, Unexpected, Strange Tales, Dark Mansion of Forbidden Love) ou Marvel (Chamber of Darkness, Tales to Astonish, Journey into Mystery).